# Elektronisches Abfallnachweisverfahren
Das elektronische Abfallnachweisverfahren (eANV) ist nach der deutschen Nachweisverordnung (Verordnung über die Nachweisführung bei der Entsorgung von Abfällen) seit dem 1. April 2010 das zwingend vorgeschriebene Verfahren zur Abfallnachweisführung für nachweispflichtige, d. h. in der Regel gefährliche Abfälle. Zum elektronischen Nachweisverfahren zählen sämtliche Dokumente zur Nachweis- und Verbleibskontrolle, im engeren Sinne der elektronische Entsorgungsnachweis und der elektronische Begleitschein sowie im weiteren Sinne die elektronische Registerführung.

## Der elektronische Entsorgungsnachweis
Der Entsorgungsnachweis belegt die Zulässigkeit der vorgesehenen Entsorgung nachweispflichtiger Abfälle in einer Abfallentsorgungsanlage. Dies erfolgte in der Vergangenheit über Durchschreibe-Formularsätze. Der daraus entstandene Archivierungs- und Papieraufwand war enorm, wenn man die Länge der gesetzlichen Aufbewahrungsfristen für die Dokumente bedenkt.
Seit dem 1. April 2010 hat der Entsorgungsnachweis in elektronischer Form zu erfolgen (Online-Entsorgungsnachweis). Die zur Führung der Nachweise verpflichteten Abfallerzeuger, Abfallbeförderer und Abfallentsorger sowie die zuständigen Behörden übermitteln untereinander die zur Nachweisführung erforderlichen Angaben als strukturierte Nachrichten unter Verwendung standardisierter Schnittstellen. Die frühere händische Unterschrift wird im elektronischen Verfahren durch die qualifizierte elektronische Signatur ersetzt.

## Der elektronische Begleitschein
Der Nachweis über die durchgeführte Entsorgung gefährlicher Abfälle wird seit dem 1. April 2010 mit Hilfe der elektronischen Begleitscheine (Online-Begleitscheine) geführt.
Die zur Führung der Nachweise verpflichteten Abfallerzeuger, Abfallbeförderer und Abfallentsorger sowie die zuständigen Behörden übermitteln untereinander die zur Nachweisführung erforderlichen Angaben als strukturierte Nachrichten unter Verwendung standardisierter Schnittstellen.
Der Abfallbeförderer hat zu gewährleisten, dass die Angaben aus dem Begleitschein, einschließlich der Angabe des Firmennamens und der Anschrift des Abfallentsorgers, während des Beförderungsvorganges mitgeführt und jederzeit dem zur Überwachung und Kontrolle Befugten entsprechend den Bestimmungen vorgelegt werden können.
Die Pflicht wird auch dann erfüllt, wenn der Abfallbeförderer die geforderten Angaben mittels der elektronisch zu führenden Nachweise zur Verfügung stellt. In der Praxis ist stattdessen die Mitführung einer Papierkopie (sogenannte „Schwarz-Weiß-Kopie“) durch den Beförderer üblich geworden.

## Die elektronische Registerführung
Die zur Einrichtung und Führung der Register verpflichteten Abfallentsorger, Abfalleinsammler, Abfallbeförderer und Abfallerzeuger haben die in die Register einzustellenden Belege oder Angaben drei Jahre, jeweils vom Datum ihrer Einstellung in das Register an gerechnet, in dem Register aufzubewahren. Diese Aufbewahrungsfrist kann sich aber aufgrund anderer Auflagen auch deutlich verlängern.
Die Register über nachweispflichtige Abfälle sind seit dem 1. April 2010 elektronisch zu führen, soweit für die in die Register einzustellenden Nachweise die elektronische Nachweisführung zwingend bestimmt ist (Online-Registerführung) oder durch die jeweilige Behörde angeordnet wird.
Auch die Register über nicht gefährliche Abfälle dürfen elektronisch geführt werden. In der Praxis wird dies oft genutzt, um die Führung von zwei unterschiedlichen Registern zu vermeiden.
Werden die Register elektronisch geführt, so sind die Belege oder Angaben dauerhaft und geordnet zu speichern.

## Die elektronische Signatur
Seit dem 1. Februar 2011 ist zusätzlich die Nutzung der qualifizierten elektronischen Signatur anstelle der schriftlichen Unterschrift bei gefährlichen Abfällen für alle verpflichtend. Damit ist das elektronische Abfallnachweisverfahren in der endgültigen Form eingeführt. Bis zu diesem Zeitpunkt konnten die Unterschriften auf dem Begleitschein als Erzeuger und Beförderer sowie die Unterschrift als Erzeuger auf einem Einzelnachweis noch ersatzweise manuell erbracht werden
(§ 31 Absatz 3 Nachweisverordnung in Verbindung mit § 19 Absatz 1). Im Umkehrschluss sind die Entsorger bereits spätestens seit der regulären Einführung der elektronischen Nachweisführung, also seit dem 1. April 2010 verpflichtet, elektronisch zu signieren.
Bei elektronischer Registerführung nachweispflichtiger Abfälle ist eine Registrierung bei der ZKS-Abfall erforderlich, die eigentlich schon eine qualifizierte elektronische Signatur fordert. Darüber hinaus muss sich jeder Abfallerzeuger für seine Rolle im Nachweisverfahren registrieren.
Für die elektronische Unterschrift wird eine Signaturkarte eines akkreditierten Diensteanbieters benötigt (siehe Qualifizierte elektronische Signatur).

## Vorteile und Voraussetzungen
Das elektronische Abfallnachweisverfahren bietet bei reibungslosem Ablauf den beteiligten Unternehmen einige Vorteile. Hier sind insbesondere die steigende Datenqualität und die Beschleunigung der Kommunikation zwischen den Beteiligten zu nennen, aber auch eine z. T. erhebliche Ersparnis an Zeit und Kosten.
Die Voraussetzungen zur reibungslosen Nutzung des Verfahrens sind jeweils bei den Abfallentsorgern, Abfalleinsammlern, Abfallbeförderern und Abfallerzeugern zu schaffen. Der Zeitaufwand für eine derartige Neueinführung sollte nicht unterschätzt werden. Nicht nur die notwendige Hardware und Software inklusive Signaturausrüstung ist anzuschaffen und einzurichten (wobei Lieferzeiten und z. B. bei der Anschaffung der Signaturkarten die Dauer des Postidentverfahrens zu beachten sind), vielmehr sind auch die Mitarbeiter im Umgang mit dem System zu schulen. Insbesondere im Hinblick auf die elektronische Signatur sind unter Umständen Anpassungen der betrieblichen Abläufe und der Betriebsorganisation vorzunehmen.

## Vorgehen bei der Einführung des elektronischen Nachweisverfahrens
Für den Anwender des elektronischen Abfallnachweisverfahrens stehen vom Grundsatz her vier Systemalternativen zur Auswahl:
- Providerlösungen, meist mit der Möglichkeit zur Anbindung vorhandener, anwendereigener Software
- Inhouse-Lösungen, zur unabhängigen eigenen Daten- und Registerverwaltung
- Programmierung von Eigenlösungen
- Das Internetportal der ZKS-Abfall (Länder-eANV) ohne integrierte Registerführung und ohne Einbindungsmöglichkeit eigener Software (praktikabel in erster Linie für Selten-Nutzer)[5]

Als Grundlage zur Auswahl zwischen den alternativen Systemen dienen der für die Umstellung zur Verfügung stehende Zeitrahmen, die Anzahl der Nachweisvorgänge, die mit der Anschaffung verbundenen Kosten bzw. Einsparungen, der Nachweis der Praxistauglichkeit des Systems, die Datensicherheit der Registerführung sowie die Zukunftssicherheit des Systems im Hinblick auf die Änderung von Anforderungen.
Bei der Einführung des Systems ist folgende Vorgehensweise sinnvoll:
- Prüfung und Anpassung des bisherigen, etablierten Verfahrensablaufs
- Festlegung und Dokumentation des signaturberechtigten Personenkreises
- Technische Erprobung der neu eingeführten Systemlösung
- Schulung der Mitarbeiter
- Information der Geschäftspartner

Um eine stabile Kommunikation zwischen am eANV beteiligten Personen zu gewährleisten, wird eine modifizierte Testumgebung (MTU) für das elektronische Abfallnachweisverfahren zur Verfügung gestellt. Die einzelnen Softwarehersteller können dort ihr Produkt bei Markteinführung oder Updates testen und eine Selbsterklärung veröffentlichen, in der die erfolgreiche Prüfung mit der MTU-Testbehörde nach einer Checkliste mit Testfällen der IKA/ZKS-Abfall dokumentiert ist.

## Vorgehen bei Störungen des elektronischen Kommunikationssystems
Soweit die elektronische Nachweisführung nicht uneingeschränkt möglich ist, sind die erforderlichen Nachweise in Papierform unter Verwendung der Formblätter oder mittels eines Quittungsbelegs an Stelle des Begleitscheins zu führen (§ 22 der Nachweisverordnung). Der Quittungsbeleg im elektronischen Abfallnachweisverfahren entspricht in Form und Inhalt dem Begleitschein, wird allerdings lediglich in einer Ausfertigung verwendet.
Nach Abschluss der Verbringung der Abfälle verbleibt der Quittungsbeleg zur Aufbewahrung über drei Jahre im Register des Abfallentsorgers.
Spätestens 10 Kalendertage nach Behebung der Störung des Kommunikationssystems haben die Nachweispflichtigen die mittels Formblättern oder Quittungsbelegen übermittelten Angaben nochmals elektronisch zu übermitteln.
Für die Praxis wird empfohlen, bereits vorab Quittungsbelege zu erstellen, die bei Störungen des elektronischen Systems unmittelbar verwendet werden können. Der eingesetzte Quittungsbeleg sollte den Vermerk „Elektronisches Kommunikationssystem gestört“ tragen und alle Informationen enthalten, die zur späteren elektronischen Übermittlung erforderlich sind: soweit möglich also auch Kfz-Kennzeichen des Beförderers und 14-stellige Nummer des elektronischen Begleitscheins.
Der Nachweispflichtige, der die Störung feststellt, hat diese den am Nachweisverfahren Beteiligten sowie den zuständigen Behörden unverzüglich zu melden, soweit die Störung nicht innerhalb angemessener Frist behebbar ist. Ist die ZKS-Abfall (das Kommunikationssystem der 16 Bundesländer bzw. des Bundes) nicht oder nur eingeschränkt verfügbar, ist der Erzeuger, Beförderer oder Entsorger trotzdem verpflichtet der Behörde die Störung mitzuteilen. Gleiches gilt, wenn nur einzelne Nachweispflichtige eine Störung feststellen. Also der Erzeuger teilt seinem Beförderer und seiner Behörde mit, dass sein Kommunikationssystem gestört, ist und daher der Quittungsbeleg verwendet wird.

## Erfahrungen aus der Praxis und aktueller Stand der Systeme
Einige Unternehmen verfügten bereits vor der gesetzlich verpflichtenden Systemeinführung über mehrjährige Erfahrungen mit dem elektronischen Verfahren. In der Praxis haben sich im Markt sogenannte Portal-Systeme durchgesetzt, die einen einfachen und unkomplizierten Anschluss von Abfallentsorgern, Abfalleinsammlern, Abfallbeförderern und den zahlreichen Abfallerzeugern über das Internet ermöglichen. Der Einsatz von Systemen, deren Eingabemasken die gewohnten Formulare des Durchschreibe-Begleitscheinsatzes abbilden, finden aufgrund der praxisnahen Optik die größte Akzeptanz bei den Nutzern.
Hinsichtlich der Umsetzung in den einzelnen Bundesländern gab es zeitweise deutliche Unterschiede. So erreichte Brandenburg eine frühzeitige Umsetzung von über 80 %.
Gerade in der Einführungsphase gab es z. T. erhebliche Einschränkungen im allgemeinen Betrieb. Einige waren technischer Natur und dem jeweiligen Umsetzungsstand bei den Providern oder Kapazitätsengpässen bei der ZKS-Abfall geschuldet, die Nutzer waren in Bedienung und Prozessablauf unerfahren und viele Betriebe hatten die Einführung der elektronischen Nachweisführung entweder schlicht vergessen oder waren mit der Umsetzung der nötigen Maßnahmen nicht rechtzeitig fertig geworden. Nach Überwindung zwischenzeitlicher Kapazitätsengpässe bei der Übertragung via ZKS und Länder-eANV (siehe Weblink ZKS-Abfall aktuelle Störungen) treten Störungen nur noch regional auf.
Neben kleineren Anbietern, die im Laufe der Zeit vom Markt verschwunden sind, wurde als großer eANV-Anbieter das besonders in Bayern und Baden-Württemberg verbreitete System „eBegleitschein“ Ende 2011 eingestellt, dessen Nutzer dementsprechend zu anderen Anbietern wechseln mussten.
Im Oktober 2010 brachte die InformationsKoordinierende Stelle Abfall-DV-Systeme (IKA) die erste Nutzungsordnung zur Kommunikation mit der ZKS den Nachweis- und Registerpflichtigen zur Kenntnis, aus der sich auch für die Provider von eANV-Lösungen bestimmte Gewährleistungspflichten ableiten.
Insgesamt ist das eANV erfolgreich gestartet und wird sich vermutlich durchsetzen.

## Nutzung des elektronischen Abfallnachweisverfahrens für nicht gefährliche Abfälle
Da Entsorgungsvorgänge für gefährliche und nicht gefährliche Abfälle in der Praxis bei zahlreichen Anwendern nebeneinander vorkommen, streben diese Unternehmen den Einsatz eines gemeinsamen Systems für beide Abfallarten an. Mittlerweile ist es unter Beachtung einfacher Voraussetzungen – der Verwendung der geeigneten Entsorgungsnachweisnummer – möglich, auch nicht entsorgungsnachweispflichtige Vorgänge elektronisch abzuwickeln. Hierzu ist folgende Entsorgungsnachweisnummer zu verwenden: „EN“ + „Buchstabe für Landeskenner Sitz der Entsorgungsanlage“ +
„- (Minuszeichen)“ + „individuelles dreistelliges Kürzel für die Entsorgungsanlage“ + „beliebige für die Entsorgungsanlage eindeutige fünfstellige Zeichenfolge“. Die Verwendung von Entsorgungsnachweisnummern, die mit „VN“ oder „VS“ beginnen, ist nicht mehr möglich. Die nach o. g. Systematik erstellten „Entsorgungsverträge“ (statt „-Nachweise“!) und zugehörige Begleitscheine bzw. Übernahmescheine können genauso abgebildet, elektronisch signiert und an andere Beteiligte über die BMU-Schnittstelle der ZKS kommuniziert, d. h. versendet werden, wie ihre Pendants für gefährliche Abfälle, ohne dabei die jeweilige Behörde zu involvieren. Ebenso kann für diese Abfälle bzw. zugehörige Vorgänge ein gesondertes Register geführt werden.

## Mobile eANV-Lösungen
Insbesondere bei Beförderern, Sammlern und auf Baustellen stellt schon aufgrund z. T. nicht vorhandener Online-Verbindungen die Verwendung des eANV mit elektronischer Signatur vor Ort eine Herausforderung dar. Als Antwort auf diese technische Herausforderung entwickelten Anbieter von eANV-Lösungen mobile Lösungen auf Basis von im Lkw installierten bzw. mobilen Endgeräten.

## Elektronisches Notifizierungsverfahren in Prüfung
Im Rahmen eines Pilotprojektes prüfen die Agentschap der Niederlande und die Niedersächsische Gesellschaft für Sonderabfälle (NGS) das elektronische Verfahren für die Notifizierung von Abfällen auf Basis des Systems ZEDAL eTFS.